# دونالد فلمنج
دونالد فلمنج هو محامي وسياسي كندي، ولد في 23 مايو 1905 في كندا، وتوفي في 31 ديسمبر 1986 في تورونتو في كندا. حزبياً، نشط في الحزب الكندي التقدمي المحافظ. وقد انتخب وزير العدل ‏ (1962 – 1963) وانتخب عضو مجلس العموم الكندي وانتخب وزير المالية ‏ (1957 – 1962).

## روابط خارجية
- دونالد فلمنج على موقع مونزينجر (الألمانية)